# Пакс (Западная Виргиния)
Пакс (англ. Pax) — город в округе Фейетт, штат Западная Виргиния (США). По данным переписи за 2010 год число жителей города составляло 167 человек, по оценке Бюро переписи США в 2015 году в городе проживало 164 человека. 

## Географическое положение
По данным Бюро переписи населения США город имеет общую площадь в 0,78 км².
Через город проходят:
- Межштатная автомагистраль I-64.
- Межштатная автомагистраль I-77.

## История
Название города произошло от реки Пакс-Бранч-Крик. Первые поселенцы на территории Пакс появились около 1840 года, первым названием поселения было Пайнтсвилл. Город был инкорпорирован в 1920 году.

## Население
По данным переписи 2010 года население Пакса составляло 167 человек (из них 49,7 % мужчин и 50,3 % женщин), в городе было 78 домашних хозяйств и 45 семей. На территории города была расположена 102 построек со средней плотностью 130,8 построек на один квадратный километр суши. Расовый состав: белые — 100,0 %.
Население города по возрастному диапазону по данным переписи 2010 года распределилось следующим образом: 18,6 % — жители младше 18 лет, 3,6 % — между 18 и 21 годами, 58,0 % — от 21 до 65 лет и 19,8 % — в возрасте 65 лет и старше. Средний возраст населения — 41,8 лет. На каждые 100 женщин в Паксе приходилось 98,8 мужчин, при этом на 100 совершеннолетних женщин приходилось уже 94,3 мужчин сопоставимого возраста.
Из 78 домашних хозяйств 57,7 % представляли собой семьи: 38,5 % совместно проживающих супружеских пар (10,3 % с детьми младше 18 лет); 12,8 % — женщины, проживающие без мужей и 6,4 % — мужчины, проживающие без жён. 42,3 % не имели семьи. В среднем домашнее хозяйство ведут 2,14 человека, а средний размер семьи — 2,73 человека. В одиночестве проживали 34,6 % населения, 17,9 % составляли одинокие пожилые люди (старше 65 лет).

## Экономика
В 2014 году из 152 человек старше 16 лет имели работу 60. В 2014 году медианный доход на семью оценивался в 34 271 $, на домашнее хозяйство — в 32 917 $. Доход на душу населения — 11 468 $ в год.